# Leipzig Karlsruher Straße järnvägsstation

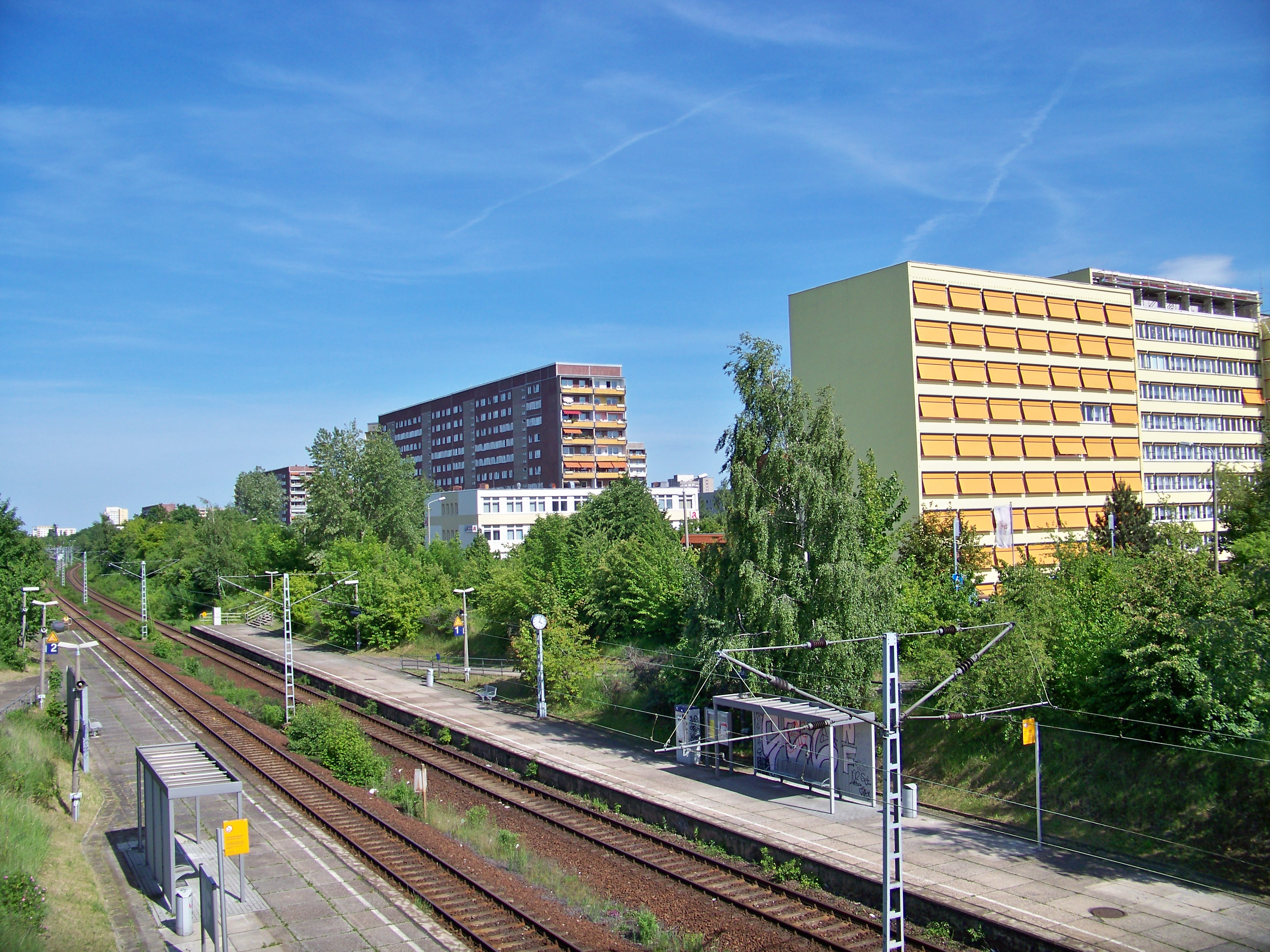
S-Bahnstationen Karlsruher Straße. I bakgrunden syns höghusen i Grünau.

Leipzig Karlsruher Straße är en järnvägsstation i Grünau i Leipzig. Stationen öppnades i juni 1983 under namnet Ho-Chi-Minh-Straße. Stationen ligger på järnvägen Leipzig-Plagwitz–Leipzig Miltitzer Allee. Deutsche Bahn trafikerar stationen genom pendeltåg på S-Bahn Mitteldeutschland, linje S1